# Kruisweg (Zone Stad)
Kruisweg is de 71ste aflevering van VTM's politieserie Zone Stad. De aflevering wordt in Vlaanderen voor het eerst uitgezonden op 4 april 2011.

## Verhaal
Terwijl haar moeder even telefoneert, wordt een jong meisje uit de tuin ontvoerd. Tom Segers en Fien Bosvoorde krijgen de leiding over het onderzoek en vermoeden dat incest een rol speelt in haar verdwijning.
Intussen blijft Jeanine zich opwinden in het feit dat Tom nieuwsgierig is naar zijn overleden vader. Ze stort helemaal in en belandt in kritieke toestand in het ziekenhuis.

## Gastrollen
- Koen De Graeve - Maarten De Ryck
- Lut Tomsin - Jeanine Segers
- Christophe Haddad - Maxim Verbist
- Guido De Craene - Mark Lathouwers
- Louise Bokken - Marthe Mailleux
- Veerle Dobbelaere - Chantal Mailleux
- Ludo Hoogmartens - Peter Mailleux
- Eline Kuppens - Esther Mailleux
- Peter Vandevelde - Axel Verlei
- Günther Lesage - Dokter